# Kelin (película)
Kelin (en cirílico, Келін, en ruso: Невестка, Nevestka) es una película dramática kazaja estrenada en 2009.
La palabra "Kelin" en kazajo es el equivalente exacto del concepto de "Novia" en turco, y es una forma diferente de decir con la transformación K/S.

## Idioma
No se usó ningún idioma de audio en la película. No se necesitan subtítulos para ver. A lo largo de la película, solo se escuchan los sonidos de la naturaleza. Las voces humanas también aparecen como elemento natural en pocos lugares (como gritos, gemidos, etc.).

## Sinopsis
Cuenta la historia de una novia sin nombre que se casa contra su voluntad con un pastor. Su verdadero amor, Mergen, no es lo suficientemente fuerte para llevárselo. Mergen promete recuperar a la chica que ama, pero mientras tanto, la nueva novia emigra al dormitorio de su esposo, donde vivirán con su suegra y su cuñado menor. Conoce a su suegra, una anciana con misteriosos lazos con la naturaleza. La anciana tiene dominio absoluto sobre todos en la casa. Con el tiempo, la novia comienza a disfrutar de la vida sexual con su marido. Pero las cosas se complican cuando su antiguo amor vuelve a buscarla después de un tiempo. Porque la novia está acostumbrada a su nueva familia. Mergen observa a la familia desde lejos y comienza a buscar oportunidades.
La historia contada tiene lugar en las montañas de Altái en algún momento entre el siglo II d.c y el siglo IV. En la película hay prácticas relacionadas con el antiguo kamismo turco (chamanismo).